# Koleraepidemien i København 1853
Koleraepidemien i København 1853 var et epidemisk udbrud af kolera i hovedstaden. Koleraen brød ud 11. juni 1853 og varede indtil oktober måned samme år. Henved 4.737 mennesker døde af sygdommen under epidemien.

## Forløb
Fagfolk med indsigt i hygiejne havde allerede i 1840'erne advaret om, at hovedstadens sanitære installationer var i dårlig stand og ufyldestgørende i forhold til byens behov. Samtidig var voldene en snærende binding for byens ekspansion. Familier var stuvet sammen i bag- og sidehuse, flere familier i samme lejlighed; i 1853 boede der 220.000 mennesker i Indre by.  I gaderne flød affald og ekskrementer, og byen savnede egentlige kloakker. Drikkevandet var urent overfladevand tilført gennem udhulede træstammer fra de omkringliggende søer, og renovationen ("natmændene") var usystematisk og lemfældig. 
Lægerne var magtesløse. De brugte de sædvanlige udtømmende midler (åreladning, lavement, opkastning), der i mange tilfælde kun forværrede tilstanden. En gruppe unge læger tog initiativ til at visitere de hårdest ramte kvarterer og yde hygiejnisk rådgivning, og de værst ramte familier blev udflyttet til store teltlejre på Københavns vold, ligesom der oprettedes bespisning for de fattigste. Det var i fattigkvartererne, at sygdommens slog hårdest til.
Epidemien ebbede ud i oktober 1853. Der var blevet anmeldt 7.219 tilfælde, hvoraf 4.737 (65,6%) havde dødelig udgang.  Fra København blev smitten spredt til provinsen, hvor 24 byer blev angrebet med 1.951 døde som resultat.

## Eftertid
Mange af de døde blev kørt på kærrer fra København op til Tårbæk. Her byggede man et kapel og begravede de mange mennesker i en massegrav inde i Jægersborg Dyrehave. For at undgå spredning af smitte fra gravene, plantede man den engriflede tjørn, der med sine sylespidse lange torne holdt folk og dyr væk fra gravene. 
Epidemien var den centrale årsag, der udløste voldenes fald 1856. Andre følger var oprettelsen af Lægeforeningens Boliger på Østerfælled, og oprettelsen af Københavns Vandforsyning i 1859.
Da Kapelvejens skole blev opført i 1879 i Kapelvej 42, skete det efter en ophedet debat om placeringen så tæt på kolerakirkegården. 
Epidemien omtales i Vilhelm Bergsøes (1835-1911) hovedværk Fra Piazza del Popolo. 

## Kendte ofre
- Frederik Clauson-Kaas, hofmarskal
- C.W. Eckersberg, maler
- P.C. Hagemann, arkitekt
- Carl Henckel, litograf
- Frantz Christopher von Jessen, overpostmester
- Jens Christian Frederik Krætzmer, organist
- Carl Løffler, maler
- Jacob Ræder, officer
- Adolph Schätzig, fotograf
- Caspar Johannes Boye, præst og salmedigter

## Kendte læger og andre skikkelser under epidemien
- Arveprins Ferdinand
- Nicolai Gottlieb Blædel
- Peter Ludvig Panum
- Ilia Fibiger